# NGC 7835
NGC 7835 je spirální galaxie v souhvězdí Ryb. Její zdánlivá jasnost je 14,6m a úhlová velikost 0,50′ × 0,3′. Je vzdálená 535 milionů světelných let, průměr má 75 000 světelných let. Galaxii objevil 29. listopadu 1864 Albert Marth.